# Kungsväg (Sverige)
Kungsväg var beteckningen på de allmänna vägar som gick mellan angränsande samhällen.
De viktigaste vägarna var de som ledde till tingsplatserna.
I Östgötalagen anges att dessa vägar skulle vara 10 alnar breda.
Vägarna benämns som karls vœgher ok konungs. Samma uttryck återfinns i Upplandslagen.